# Ermengol VII.
Ermengol VII. (ili Armengol; šp. Ermengol VII de Urgel; 1120./30. — ubijen u Requeni 11. kolovoza 1184.; pokopan u samostanu Bellpuig de les Avellanes) bio je španjolski plemić; grof Urgella i gospodar Valladolida. Znan je i kao Ermengol od Valencije (španjolski Ermengol de Valencia). Postao je grof god. 1154.
Bio je sin i nasljednik grofa Ermengola VI. od Urgella; majka mu je bila grofica Arsenda od Cabrere, a baka kastiljska plemkinja Marija Pérez, čije je posjede Ermengol preuzeo; on je bio vazal kralja Ferdinanda II. Leonskog.
Ermengol je 1163. izdao povelju stanovnicima Agramunta; povelju stanovnicima Balaguera je izdao 1174.

## Brak
Supruga grofa Ermengola bila je grofica Dolça od Foixa. Njihov je sin bio grof Ermengol VIII., a kćeri su im bile Miraglia i Marquesa.